# Suho
Suho (* 22. května 1991), vlastním jménem Kim Čun-mjon (korejsky: 김준면 , anglický přepis: Kim Jun Myeon), je jihokorejský zpěvák, herec a leader skupiny EXO. Narodil se v Soulu, ale vyrůstal v rodném městě jeho otce v Pusanu. Je buddhista. Studoval na Whimoon High School, později na Kyung Hee Cyber University. SM Entartainment ho objevil v roce 2006, debutoval se skupinou EXO v roce 2012.
Své první sólové album – „Self-Portrait“ – vydal 30. března 2020. Dne 14. května 2020 odešel na vojnu.
Zahrál si v korejských seriálech jako: „How are you bread“, „The Universe’s Star“ či „Rich Man“ a další.